# Бабино (Воронежская область)
Бабино — деревня в Терновском районе Воронежской области России.
Входит в Терновское сельское поселение.

## География
В деревне имеются три улицы — 50 лет Октября, К. Маркса и Комарова.
Есть небольшой водоём и водоток.

## Население
| 2010 |
| ---- |
| 70   |

## Инфраструктура
В деревне находится сельское отделение почтовой связи.